# Hans Karsenbarg
Hans Karsenbarg (Utrecht, 12 juli 1938) is een Nederlands acteur, die ook bekendheid verwierf als schrijver van kindermusicals.
Daarnaast heeft Karsenbarg meegedaan aan hoorspelen, hij was lid van de Nederlandse hoorspelkern. Ook sprak hij de stemmen in voor de nasynchronisatie van buitenlandse films en televisieseries. Hij was een van de eerste diskjockeys bij de NCRV onder de naam Hans van Luyn in 1962.
Zijn bekendste rol is die van schouwarts Ennaeus den Koninghe in de politie-serie Baantjer.
Hans Karsenbarg woonde samen met acteur Hans Veerman, die in 2014 overleed.

## Filmografie

### Film
- Mariken (2000)
- Baantjer: De Cock en de wraak zonder einde (1999) - Ennaeus den Koninghe
- Temmink: The Ultimate Fight (1998) - Onderzoekscommissie
- Karakter (1997)
- Advocaat van de Hanen (1996) - Officier van Justitie
- El Toro (1996)
- Roodkapje (1995) - Verteller (stem)
- De Orionnevel (1987)

### Televisie
- In de Rommelpot (KRO-televisieserie) (1964) - Zoon
- Calimero (1992) - Overige stemmen (stem)
- Albert de 5e Musketier (1994) - Athos (stem)
- Budgie de Kleine Helikopter - (1994) Verteller (1e stem) (stem)
- Baantjer (1995-2006) - Ennaeus den Koninghe

### Gastrollen
- Ik ben je moeder niet (1995-1996) - aflevering Silent night, holy shit (2 juni 1995)- Arts
- Recht voor z'n Raab (1993)
- Bureau Kruislaan (1993) - aflevering Rumoer op zondag - Meneer Verhoog
- Medisch Centrum West - Rechter
- In de Vlaamsche pot (1990-1995)
- Goede tijden, slechte tijden (1993) - Dokter Schots
- Flodder (1998) - aflevering Vossejacht als Jager
- All Stars (1999-2001) als Rechter

## Hoorspel

### Rollen
- Atelier (hoorspel)
- Apollo XXI - Het maanmysterie - Donetski/Barnes
- De Blauwe Zaden - Dokter
- De Cock en de dode Harlekijn - Dikke Toon
- De Cock en het sombere naakt - Bram ter Wielingen
- De tijdmachine (hoorspel) - astronaut John Shiparo
- Droomhuis te koop - David Mason
- De Korawa-expeditie - Atkinson/Peter Barret
- Het Marsproject - bijrollen
- Moord in de Spuistraat
- Moord in Eldorado - Leen Looyer
- Moord op de woonboot - Brigadier Stichter
- Moordbrigade Stockholm - Lennart Kolberg
- Paul Vlaanderen - Alex mysterie - Wilfred Davis
- Paul Vlaanderen - Het Milbourne-mysterie - Gustav/Luigi
- Reisdoel Menselijk Brein - Dokter Duval
- Testbemanning - een stem
- De triffids - een jongeman/Sid
- De twaalf maagden - Rex Andrews

### Regisseur
- Dag zomer, dag kind
- De karper
- De vingerfluiter
- Nooit meer slapen
- Het stenen bruidsbed
- Moord in de Stopera
- Moord op Troytes Hill
- Nummer 7 - Rudolph Hess
- Mozart 1790
- Een droom van een droom in een droom
- Eline Vere
- De trein der traagheid
- Publiek Geheim
- De scharlaken stad

- Library of Congress Control Number: no2003125336
- MusicBrainz: 2de113bf-340f-4fba-bd0a-1d31a75a2d91
- Nationale Bibliotheek van Israël: 987007441433205171
- Nederlandse Thesaurus van Auteursnamen: 291128297
- Virtual International Authority File: 290010111